# Hoe de kleine Obelix in de ketel van de druïde viel
Hoe de kleine Obelix in de ketel van de druïde viel (originele titel Comment Obélix est tombé dans la marmite du druide quand il était petit) is een boek gebaseerd op de Franse stripreeks Asterix, geschreven door René Goscinny. 
Het verhaal verscheen oorspronkelijk in 1965 in het blad Pilote, met slechts een paar afbeeldingen. In 1989 maakte Albert Uderzo er een tekstboek van met extra illustraties.

## Verhaal
Het verhaal wordt verteld door Asterix. Hij vertelt de kijker over zijn jeugd, toen hij en Obelix ongeveer zes jaar oud waren. Obelix was destijds een verlegen, dik en om die reden vaak gepest kind. Asterix komt uiteindelijk met het plan hem wat toverdrank te laten drinken wanneer Panoramix niet in zijn hut is, maar Obelix glijdt uit en valt geheel in de ketel. Pas nadat Panoramix hem vindt wordt hij gered, maar dan heeft hij al vrijwel de hele ketel leeggedronken.

## Achtergrond
- Dit boek is het eerste Asterix-werk waarin de ouders van Asterix en Obelix te zien zijn.
- Heroïx is in dit boek reeds het stamhoofd daar hij een generatie ouder is dan Asterix en Obelix, maar hij is een stuk slanker en kleiner dan in de stripserie. In het korte stripverhaal De geboorte van Asterix (verschenen in het album Het pretpakket) is hij echter even oud als Hoefnix, Kostunrix en Kakofonix. Deze zijn in het stripverhaal dus ook enkele jaren ouder dan Asterix en Obelix, terwijl ze in dit boek ongeveer even oud lijken.
- Tijdens het hele verhaal sleept Obelix een klein houten speelgoedhondje met zich mee dat sterk lijkt op Idéfix.

## In andere talen
- Duits: Wie Obelix als kleines Kind in den Zaubertrank geplumpst ist
- Engels: How Obelix Fell into the Magic Potion When he was a Little Boy
- Fins: Kuinka Obelix putosi pienenä tietäjän taikajuomapataan
- Grieks: Πώς ο Οβελίξ έπεσε στη χύτρα του Δρυΐδη όταν ήταν μικρός
- Italiaans: Come fu che Obelix cadde da piccolo nel paiolo del druido
- Noors: Hvordan Obelix falt oppi trollmannens gryte da han var liten
- Pools: Jak Obeliks wpadł do kociołka kiedy był mały
- Portugees: Como Obélix caiu no caldeirão
- Servisch: Како је Обеликс упао у чаробни напитак
- Tsjechisch: Jak Obelix spadl do druidova kotle, když byl malý